# Jallanges
Jallanges är en kommun i departementet Côte-d'Or i regionen Bourgogne-Franche-Comté i östra Frankrike. Kommunen ligger i kantonen Seurre som tillhör arrondissementet Beaune. År 2022 hade Jallanges 309 invånare.

## Befolkningsutveckling
Antalet invånare i kommunen Jallanges
Referens:INSEE